# Aechmea muricata
Espèce
Classification phylogénétique
Aechmea muricata est une espèce de plantes à fleurs de la famille des Bromeliaceae, endémique de la forêt atlantique (mata atlântica en portugais) au Brésil.

## Synonymes
- Aechmea stephanophora E.Morren ex Baker[1] ;
- Ananas muricatus (Arruda) Schult. & Schult.f.[1] ;
- Ananassa muricata (Arruda) D.Dietr.[1] ;
- Bromelia muricata Arruda[1] ;
- Chevaliera muricata (Arruda) L.B.Sm. & W.J.Kress[1] ;
- Chevaliera stephanophora (E.Morren ex Baker) Mez[1].

## Distribution
L'espèce est endémique des États de Alagoas et Pernambuco au Brésil.

## Description
L'espèce est épiphyte.